# Zawsze jest piękna pogoda
Zawsze jest piękna pogoda (tyt. oryg. It's Always Fair Weather) – amerykański musical z 1955 roku.

## Obsada
- Gene Kelly – Ted Riley
- Dan Dailey – Doug Hallerton
- Cyd Charisse – Jackie Leighton
- Dolores Gray – Madeline Bradville
- Michael Kidd – Angie Valentine
- David Burns – Tim
- Jay C. Flippen – Charles Z. Culloran

## Nagrody i wyróżnienia
Oscary za rok 1955
- Najlepszy Scenariusz Oryginalny – Betty Comden i Adolph Green (nominacja)
- Najlepsza Muzyka w Musicalu – André Previn (nominacja)